# Jacob Moritz Blumberg
Jacob Moritz Blumberg   (Poznań, 1873 - 1955) va ser un cirurgià i ginecòleg jueu alemany i inventor i homònim del signe de Blumberg .

## Biografia
Blumberg va néixer a la província de Posen i es va educar a la Universitat de Breslau (Wrocław) on es va doctorar el 1896. Va continuar formant-se amb el cirurgià polonès Jan Mikulicz-Radecki a la clínica quirúrgica de Breslau, amb el metge alemany Albert Ludwig Sigesmund Neisser, el descobridor de Neisseria gonorrhoeae, a la clínica dermatològica, i amb el metge alemany Albert Fränkel a la clínica de dones.. També es va formar amb Paul Zweifel a la clínica de dones de Leipzig. es va entrenar amb Paul Zweifel i va inventar el signe de Blumberg .
Blumberg va començar la seva carrera professional a Berlín on es va especialitzar en ginecologia i cirurgia. Al començament de la seva carrera va inventar el signe de Blumberg per indicar la peritonitis. La investigació dels mètodes d'esterilització de les mans del cirurgià va donar lloc a la seva invenció d'un tipus de guant de goma que va ser àmpliament adoptat pels seus col·legues mèdics. La Primera Guerra Mundial el va obligar a lluitar amb l'exèrcit alemany i va aconseguir controlar una epidèmia de tifus en un camp de presoners de guerra eliminant 10.000 presoners de guerra russos en pocs dies. Va rebre la Creu de Ferro i va rebre condecoracions d'altres països.
Després de la guerra, Blumberg va reprendre la seva pràctica quirúrgica i va organitzar moltes clíniques d' atenció prenatal a Berlín, una de les quals va ser la Clínica Beulah que Blumberg va dirigir personalment. També va començar a treballar en els nous camps de la radiologia i la radioteràpia i va fundar un institut de raigs X i radi a Berlín. Amb l'auge del Partit Nazi va deixar Alemanya i es va traslladar a Belsize Park, Londres, Anglaterra on va continuar amb èxit la seva tasca mèdica i on el seu retrat va ser pintat pel reconegut artista Arthur Pan. El 1935 havia obtingut una quantitat de radi de l'Institut Curie, fundat per Marie Curie a París, per ajudar a establir la pràctica del seu fill gran Ernst Friedrich Blumberg a Londres. Aquest treball va donar com a resultat que Ernst escrigués el tractat Salut a través de la radioteràpia el 1950.
Blumberg es va casar amb Charlotte Haas i van tenir dos fills. El fill gran, Ernst Friedrich Blumberg MD (1908–1973), també va ser un notable cirurgià, ginecòleg i ràdio-terapeuta que es va casar amb l'artista canadenca Marion Harding el 1960 a Londres, Anglaterra 